# Кубок России по волейболу среди мужчин 2007
XV турнир на Кубок России по волейболу среди мужских команд проходил с 24 апреля по 27 декабря 2007 года. В соревнованиях приняла участие 31 команда: 12 представителей Суперлиги, 11 коллективов высшей лиги «А», 7 команд высшей лиги «Б» и одна из первой лиги. Обладателем Кубка России стало казанское «Динамо-Таттрансгаз».

## Предварительный этап
Московское «Динамо» и «Динамо-Таттрансгаз» выходили в полуфинальный этап Кубка независимо от результатов предварительного этапа, поскольку делегировали в сборную России более трёх игроков.

### Зона Москвы
Матчи прошли с 24 апреля по 16 мая по разъездному календарю.
|                                  | 1        | 2        | 3        | 4        | 5        | 6        | 7        | И  | В  | П  | С/П   | О  |
| -------------------------------- | -------- | -------- | -------- | -------- | -------- | -------- | -------- | -- | -- | -- | ----- | -- |
| 1. МГТУ (Москва)                 |          | 3:0, 3:1 | 3:0, 2:3 | 1:3, 3:2 | 3:1, 3:2 | 3:2, 3:2 | 3:0, 3:0 | 12 | 10 | 2  | 33:16 | 22 |
| 2. «Искра» (Одинцово)            | 0:3, 1:3 |          | 3:2, 3:1 | 0:3, 3:0 | 3:0, 3:0 | 3:1, 3:0 | 3:0, 3:0 | 12 | 9  | 3  | 28:13 | 21 |
| 3. «Факел» (Новый Уренгой)       | 0:3, 3:2 | 2:3, 1:3 |          | 3:1, 3:1 | 0:3, 3:1 | 3:1, 3:0 | 3:0, 3:0 | 12 | 8  | 4  | 27:18 | 20 |
| 4. «Динамо-Янтарь» (Калининград) | 3:1, 2:3 | 3:0, 0:3 | 1:3, 1:3 |          | 3:1, 1:3 | 3:1, 3:1 | 3:0, 3:0 | 12 | 7  | 5  | 26:19 | 19 |
| 5. «Зоркий» (Красногорск)        | 1:3, 2:3 | 0:3, 0:3 | 3:0, 1:3 | 1:3, 3:1 |          | 1:3, 3:2 | 3:0, 3:0 | 12 | 5  | 7  | 21:24 | 17 |
| 6. «Динамо» (Москва)             | 2:3, 2:3 | 1:3, 0:3 | 1:3, 0:3 | 1:3, 1:3 | 3:1, 2:3 |          | 3:1, 3:0 | 12 | 3  | 9  | 19:29 | 15 |
| 7. «Луч» (Москва)                | 0:3, 0:3 | 0:3, 0:3 | 0:3, 0:3 | 0:3, 0:3 | 0:3, 0:3 | 1:3, 0:3 |          | 12 | 0  | 12 | 1:36  | 12 |

### Зона Северо-Запада
1-й тур с 29 мая по 3 июня в Ярославле, 2-й тур с 12 по 17 июня в Новокуйбышевске.
|                                | 1        | 2        | 3        | 4        | 5        | 6        | И  | В  | П  | С/П   | О  |
| ------------------------------ | -------- | -------- | -------- | -------- | -------- | -------- | -- | -- | -- | ----- | -- |
| 1. НОВА (Новокуйбышевск)       |          | 3:1, 3:2 | 3:1, 3:1 | 3:0, 3:0 | 3:0, 3:0 | 3:0, 3:0 | 10 | 10 | 0  | 30:5  | 20 |
| 2. «Нефтяник» (Ярославль)      | 1:3, 2:3 |          | 3:0, 3:0 | 3:0, 3:0 | 3:0, 3:0 | 3:0, 3:0 | 10 | 8  | 2  | 27:6  | 18 |
| 3. СГАФК-«Феникс» (Смоленск)   | 1:3, 1:3 | 0:3, 0:3 |          | 3:2, 3:0 | 3:0, 3:1 | 3:1, 3:0 | 10 | 6  | 4  | 20:16 | 16 |
| 4. «Алроса» (Ленск)            | 0:3, 0:3 | 0:3, 0:3 | 2:3, 0:3 |          | 3:0, 3:0 | 3:1, 3:2 | 10 | 4  | 6  | 14:21 | 14 |
| 5. «Динамо» (Набережные Челны) | 0:3, 0:3 | 0:3, 0:3 | 0:3, 1:3 | 0:3, 0:3 |          | 3:1, 3:1 | 10 | 2  | 8  | 7:26  | 12 |
| 6. «Спартак» (Санкт-Петербург) | 0:3, 0:3 | 0:3, 0:3 | 1:3, 0:3 | 1:3, 2:3 | 1:3, 1:3 |          | 10 | 0  | 10 | 6:30  | 10 |

### Зона Юга
1-й тур с 5 по 10 июня в Воронеже, 2-й тур с 19 по 24 июня в Белгороде.
|                                          | 1        | 2        | 3        | 4        | 5        | 6        | И  | В | П | С/П   | О  |
| ---------------------------------------- | -------- | -------- | -------- | -------- | -------- | -------- | -- | - | - | ----- | -- |
| 1. «Локомотив-Белогорье» (Белгород)      |          | 3:0, 3:0 | 0:3, 3:0 | 3:0, 3:0 | 3:0, 3:0 | 3:0, 3:1 | 10 | 9 | 1 | 27:4  | 19 |
| 2. «Кристалл» (Воронеж)                  | 0:3, 0:3 |          | 0:3, 3:0 | 0:3, 3:0 | 3:0, 3:0 | 3:2, 3:0 | 10 | 6 | 4 | 18:14 | 16 |
| 3. «Динамо-Таттрансгаз» (Казань)         | 3:0, 0:3 | 3:0, 0:3 |          | 3:0, 1:3 | 3:0, 2:3 | 3:0, 1:3 | 10 | 5 | 5 | 19:15 | 15 |
| 4. ГУВД-«Динамо» (Краснодар)             | 0:3, 0:3 | 3:0, 0:3 | 0:3, 3:1 |          | 3:0, 3:0 | 3:1, 0:3 | 10 | 5 | 5 | 15:17 | 15 |
| 5. СКА-ЮРГУЭС (Ростов-на-Дону)           | 0:3, 0:3 | 0:3, 0:3 | 0:3, 3:2 | 0:3, 0:3 |          | 3:1, 3:2 | 10 | 3 | 7 | 9:26  | 13 |
| 6. «Кавказтрансгаз-Спартак» (Георгиевск) | 0:3, 1:3 | 2:3, 0:3 | 0:3, 3:1 | 1:3, 3:0 | 1:3, 2:3 |          | 10 | 2 | 8 | 13:25 | 12 |

### Зона Урала
1-й тур с 5 по 10 июня в Уфе, 2-й тур с 19 по 24 июня в Екатеринбурге. В несостоявшихся из-за расформирования «Нефтехимика» матчах второго тура командам присуждены технические победы.
|                                       | 1        | 2        | 3        | 4        | 5        | 6        | И  | В  | П  | С/П   | О  |
| ------------------------------------- | -------- | -------- | -------- | -------- | -------- | -------- | -- | -- | -- | ----- | -- |
| 1. «Локомотив-Изумруд» (Екатеринбург) |          | 3:2, 3:1 | 3:1, 3:0 | 3:0, 3:1 | 3:0, 3:0 | 3:0, +:- | 10 | 10 | 0  | 30:5  | 20 |
| 2. «Урал» (Уфа)                       | 2:3, 1:3 |          | 3:1, 3:2 | 3:0, 3:2 | 3:0, 3:1 | 3:0, +:- | 10 | 8  | 2  | 27:12 | 18 |
| 3. «Прикамье» (Пермь)                 | 1:3, 0:3 | 1:3, 2:3 |          | 3:1, 3:0 | 3:1, 2:3 | 3:0, +:- | 10 | 5  | 5  | 21:17 | 15 |
| 4. «Урал»-2 (Уфа)                     | 0:3, 1:3 | 0:3, 2:3 | 1:3, 0:3 |          | 3:1, 3:2 | 3:0, +:- | 10 | 4  | 6  | 16:21 | 14 |
| 5. ТНК-BP (Оренбург)                  | 0:3, 0:3 | 0:3, 1:3 | 1:3, 3:2 | 1:3, 2:3 |          | 3:1, +:- | 10 | 3  | 7  | 14:24 | 13 |
| 6. «Нефтехимик» (Салават)             | 0:3, -:+ | 0:3, -:+ | 0:3, -:+ | 0:3, -:+ | 1:3, -:+ |          | 10 | 0  | 10 | 1:30  | 5  |

### Зона Сибири
1-й тур с 5 по 10 июня в Новосибирске, 2-й тур с 19 по 24 июня в Сургуте.
|                                    | 1        | 2        | 3        | 4        | 5        | 6        | И  | В | П | С/П   | О  |
| ---------------------------------- | -------- | -------- | -------- | -------- | -------- | -------- | -- | - | - | ----- | -- |
| 1. ЗСК-«Газпром» (Сургут)          |          | 3:0, 2:3 | 3:0, 2:3 | 1:3, 3:1 | 3:0, 3:0 | 3:0, 3:0 | 10 | 7 | 3 | 26:10 | 17 |
| 2. «Дорожник» (Красноярск)         | 0:3, 3:2 |          | 3:0, 3:1 | 0:3, 3:1 | 3:0, 1:3 | 3:1, 3:0 | 10 | 7 | 3 | 22:14 | 17 |
| 3. «Югра-Самотлор» (Нижневартовск) | 0:3, 3:2 | 0:3, 1:3 |          | 3:2, 3:2 | 3:1, 3:1 | 3:0, 3:1 | 10 | 7 | 3 | 22:18 | 17 |
| 4. «Локомотив» (Новосибирск)       | 3:1, 1:3 | 3:0, 1:3 | 2:3, 2:3 |          | 3:1, 3:0 | 3:1, 3:2 | 10 | 6 | 4 | 24:17 | 16 |
| 5. ШВСМ (Сургут)                   | 0:3, 0:3 | 0:3, 3:1 | 1:3, 1:3 | 1:3, 0:3 |          | 1:3, 3:0 | 10 | 2 | 8 | 10:25 | 12 |
| 6. «Университет» (Барнаул)         | 0:3, 0:3 | 1:3, 0:3 | 0:3, 1:3 | 1:3, 2:3 | 3:1, 0:3 |          | 10 | 1 | 9 | 8:28  | 11 |

## Полуфинальный этап

### Группа А
|                                     | 1   | 2   | 3   | 4   | И | В | П | С/П | О |
| ----------------------------------- | --- | --- | --- | --- | - | - | - | --- | - |
| 1. «Динамо-Таттрансгаз» (Казань)    |     | 3:0 | 3:2 | 3:1 | 3 | 3 | 0 | 9:3 | 6 |
| 2. «Локомотив-Белогорье» (Белгород) | 0:3 |     | 3:2 | 3:0 | 3 | 2 | 1 | 6:5 | 5 |
| 3. «Урал» (Уфа)                     | 2:3 | 2:3 |     | 3:1 | 3 | 1 | 2 | 7:7 | 4 |
| 4. «Дорожник» (Красноярск)          | 1:3 | 0:3 | 1:3 |     | 3 | 0 | 3 | 2:9 | 3 |

Белгород

28 сентября. «Динамо-Таттрансгаз» — «Дорожник» — 3:1 (23:25, 25:19, 25:23, 25:13). «Локомотив-Белогорье» — «Урал» — 3:2 (20:25, 20:25, 25:19, 25:14, 15:13).

29 сентября. «Дорожник» — «Урал» — 2:3 (18:25, 17:25, 25:23, 19:25). «Динамо-Таттрансгаз» — «Локомотив-Белогорье» — 3:0 (25:18, 25:22, 25:22).

30 сентября. «Урал» — «Динамо-Таттрансгаз» — 2:3 (25:23, 20:25, 24:26, 25:22, 8:15). «Локомотив-Белогорье» — «Дорожник» — 3:0 (25:18, 25:19, 25:23).

### Группа Б
|                              | 1   | 2   | 3   | 4   | И | В | П | С/П | О |
| ---------------------------- | --- | --- | --- | --- | - | - | - | --- | - |
| 1. «Динамо» (Москва)         |     | 3:1 | 3:0 | 3:0 | 3 | 3 | 0 | 9:1 | 6 |
| 2. «Локомотив» (Новосибирск) | 1:3 |     | 3:1 | 3:0 | 3 | 2 | 1 | 7:4 | 5 |
| 3. ЗСК-«Газпром» (Сургут)    | 0:3 | 1:3 |     | 3:2 | 3 | 1 | 2 | 4:8 | 4 |
| 4. МГТУ (Москва)             | 0:3 | 0:3 | 2:3 |     | 3 | 0 | 3 | 2:9 | 3 |

Новосибирск

28 сентября. «Динамо» — МГТУ — 3:0 (25:20, 25:18, 25:22). «Локомотив» — ЗСК-«Газпром» — 3:1 (22:25, 25:21, 25:20, 25:19).

29 сентября. «Динамо» — ЗСК-«Газпром» — 3:0 (25:22, 25:13, 25:16). МГТУ — «Локомотив» — 0:3 (14:25, 22:25, 22:25).

30 сентября. ЗСК-«Газпром» — МГТУ — 3:2 (25:22, 25:23, 20:25, 21:25, 15:13). «Локомотив» — «Динамо» — 1:3 (15:25, 25:18, 22:25, 21:25).

### Группа В
|                                    | 1   | 2   | 3   | 4   | И | В | П | С/П | О |
| ---------------------------------- | --- | --- | --- | --- | - | - | - | --- | - |
| 1. «Искра» (Одинцово)              |     | 3:1 | 3:2 | 3:0 | 3 | 3 | 0 | 9:3 | 6 |
| 2. «Динамо-Янтарь» (Калининград)   | 1:3 |     | 3:0 | 3:1 | 3 | 2 | 1 | 7:4 | 5 |
| 3. «Югра-Самотлор» (Нижневартовск) | 2:3 | 0:3 |     | 3:2 | 3 | 1 | 2 | 5:8 | 4 |
| 4. НОВА (Новокуйбышевск)           | 0:3 | 1:3 | 2:3 |     | 3 | 0 | 3 | 3:9 | 3 |

Тюмень

28 сентября. «Динамо-Янтарь» — НОВА — 3:1 (25:22, 23:25, 25:17, 25:20). «Искра» — «Югра-Самотлор» — 3:2 (18:25, 25:19, 25:20, 24:26, 15:13).

29 сентября. «Искра» — «Динамо-Янтарь» — 3:1 (23:25, 25:14, 25:16, 25:16). «Югра-Самотлор» — НОВА — 3:2 (25:23, 25:20, 21:25, 20:25, 15:12).

30 сентября. НОВА — «Искра» — 0:3 (16:25, 22:25, 20:25). «Динамо-Янтарь» — «Югра-Самотлор» — 3:0 (25:19, 25:18, 25:14).

### Группа Г
|                                       | 1   | 2   | 3   | 4   | И | В | П | С/П | О |
| ------------------------------------- | --- | --- | --- | --- | - | - | - | --- | - |
| 1. «Ярославич» (Ярославль)            |     | 1:3 | 3:0 | 3:0 | 3 | 2 | 1 | 7:3 | 5 |
| 2. «Локомотив-Изумруд» (Екатеринбург) | 3:1 |     | 3:0 | 2:3 | 3 | 2 | 1 | 8:4 | 5 |
| 3. «Факел» (Новый Уренгой)            | 0:3 | 0:3 |     | 3:0 | 3 | 1 | 2 | 3:6 | 4 |
| 4. «Прикамье» (Пермь)                 | 0:3 | 3:2 | 0:3 |     | 3 | 1 | 2 | 3:8 | 4 |

Екатеринбург

28 сентября. «Локомотив-Изумруд» — «Прикамье» — 2:3 (23:25, 18:25, 25:19, 25:15, 13:15). «Факел» — «Ярославич» — 0:3 (23:25, 23:25, 17:25).

29 сентября. «Факел» — «Локомотив-Изумруд» — 0:3 (21:25, 23:25, 23:25). «Ярославич» — «Прикамье» — 3:0 (25:20, 25:22, 25:23).

30 сентября. «Локомотив-Изумруд» — «Ярославич» — 3:1 (28:30, 25:19, 25:14, 25:23). «Прикамье» — «Факел» — 0:3 (20:25, 19:25, 19:25).

## «Финал четырёх» в Одинцове

### Полуфиналы
26 декабря
| «Ярославич» | 0:3 (19:25, 14:25, 19:25) | «Динамо-Таттрансгаз» |
| «Искра»     | 0:3 (19:25, 21:25, 19:25) | «Динамо» (Москва)    |

### Матч за 3-е место
27 декабря
| «Ярославич» | 0:3 (18:25, 14:25, 17:25) | «Искра» |

### Финал
27 декабря
| «Динамо-Таттрансгаз» | 3:2 (15:25, 25:21, 25:17, 25:27, 15:12) | «Динамо» (Москва) |

«Динамо-Таттрансгаз»: Ллой Болл — 4, Александр Косарев — 14, Александр Богомолов — 7, Сергей Тетюхин — 13, Николай Апаликов, Клейтон Стэнли — 21, Артём Ермаков (либеро), Владислав Бабичев, Алексей Бовдуй, Андрей Егорчев — 11. Тренер: Виктор Сидельников.
«Динамо»: Алексей Остапенко — 12, Сергей Гранкин — 5, Матей Чернич — 8, Семён Полтавский — 18, Юрий Бережко — 13, Александр Волков — 15, Алан (либеро), Александр Корнеев, Роман Архипов, Алексей Самойленко — 3, Павел Круглов — 6. Тренер: Даниэле Баньоли.

Время матча — 1:56 (21+26+24+28+17). Одинцово. Волейбольный центр Московской области. 3000 зрителей.

### Индивидуальные призы
- MVP — Сергей Тетюхин
- Лучший связующий — Ллой Болл
- Лучший подающий — Алексей Остапенко
- Лучший блокирующий — Алексей Кулешов («Искра»)
- Лучший нападающий — Клейтон Стэнли
- Лучший либеро — Алан
- Открытие турнира — Максим Михайлов («Ярославич»)